# Museum für Naturkunde und Vorgeschichte

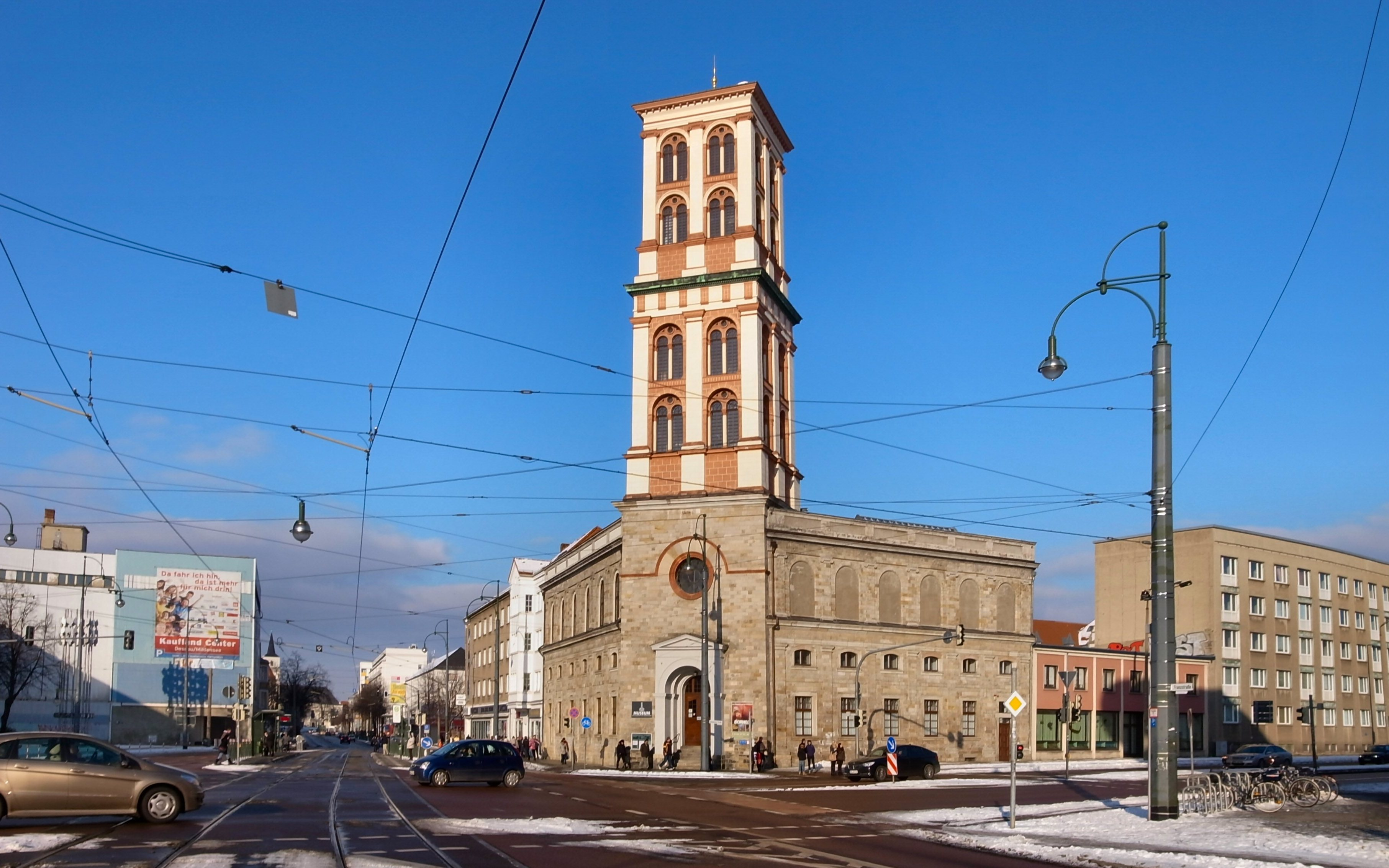
Das Leopold-Dank-Stift, seit 1927 Sitz des Museums

Das Museum für Naturkunde und Vorgeschichte ist ein städtisches naturkundliches und archäologisches Museum in Dessau-Roßlau. Es wurde 1927 gegründet und beherbergt Sammlungen zur Archäologie, Paläontologie, Geologie, Botanik und Zoologie.

## Geschichte
Bereits 1875 war auf Schloss Großkühnau bei Dessau eine naturkundliche und vorgeschichtliche Sammlung eingerichtet worden, die durch die Vereinigung der herzoglichen Sammlungen in Dessau und Roßlau entstanden war. 1878 kam die Köthener Sammlung hinzu. Da diese Sammlung ab 1900 nicht mehr ausreichend betreut werden konnte, wurde sie 1919 ins Schlossmuseum Zerbst überführt, wo sie 1945 bei einem Luftangriff fast vollständig zerstört wurde.
1901 wurde eine städtische archäologische Sammlung gegründet, die zunächst im neuen Rathaus untergebracht war. Sie wurde 1907 durch den Ankauf der Privatsammlung von Hans Seelmann sowie durch Ausgrabungen des anhaltischen Geschichtsvereins, die hauptsächlich zwischen 1908 und 1911 stattfanden, umfangreich erweitert. Zu dieser Zeit wurde die Sammlung Teil eines kurzlebigen Heimatmuseums, aber bereits 1919 wieder aufgeteilt. Während große Teile dieser Sammlung ebenfalls nach Zerbst überführt wurden, verblieben die archäologischen, geologischen und naturwissenschaftlichen Bestände in Dessau. Sie wurden zunächst in der Johannisstraße 13 aufbewahrt und bildeten den Grundstock des 1927 gegründeten und eröffneten Museums für Naturkunde und Vorgeschichte. Das Museum wurde in dem zwischen 1746 und 1750 errichteten Leopold-Dank-Stift an der Askanischen Straße 32 untergebracht, wo es sich noch heute befindet. Zuvor hatte das Gebäude die Anhaltische Kunsthalle beherbergt. Den Umbau des Gebäudes im Jahr 1900 für die veränderte Nutzung gestaltete der Herzogliche Regierungs- und Baurat Gustav Teichmüller.
Erster Leiter des Museums wurde Hans Seelmann, der 1936 aufgrund seiner jüdischen Abstammung entlassen wurde. Die Leitung der vorgeschichtlichen Sammlung wurde dem in Köthen ansässigen Walter Götze übertragen, der zugleich die dortige Sammlung betreute. Während des Zweiten Weltkriegs wurden Teile der Sammlung ausgelagert. Dennoch kam es zu beträchtlichen Verlusten, als das Museumsgebäude am 7. März 1945 bei einem Luftangriff getroffen wurde und völlig ausbrannte.
Nach dem Wiederaufbau konnte bereits 1948 wieder eine Ausstellung präsentiert werden. Im gleichen Jahr übernahm Alfred Hinsche die Leitung des Museums. Durch erneute Ausgrabungen ab den 1950er Jahren konnten die Bestände des Museums weiter vergrößert werden. 1960 wurde eine neue Dauerausstellung eröffnet. Wegen Umbaumaßnahmen am Gebäude musste das Museum 1992 vorübergehend schließen. 1998 erfolgt die Wiedereröffnung.
Das Museum ist aktuell von der Schließung bedroht. Nachdem 2018 sowohl Direktor Ernst Görgner als auch der Leiter der vorgeschichtlichen Sammlung Hans-Peter Hinze in den Ruhestand gingen, wurden beide Stellen bislang nicht neu besetzt. Ein im März 2019 veröffentlichter Kulturentwicklungsplan der Stadt Dessau-Roßlau sieht den Auszug aus dem Leopold-Dank-Stift vor, ohne dass für die zukünftige Präsentation der Sammlung bislang ein schlüssiges Konzept vorliegt.

## Ausstellungen
Die aktuelle Dauerausstellung gliedert sich in sechs Bereiche:
- „Schätze aus dem Untergrund“ widmet sich der Urzeit mit einem Schwerpunkt auf dem Pleistozän und zeigt unter anderem Rekonstruktionen eines Steinkohlewaldes und eiszeitlicher Megafauna.
- „Menschenspuren – Eiszeitjäger, erste Bauern und Bronzegießer“ zeigt anhand von Rekonstruktionen und archäologischen Funden die menschliche Vorgeschichte von der Eiszeit über die Jungsteinzeit bis zur Bronzezeit.
- „Das Dessauer Land von der Germanenzeit bis zur Stadtgründung“ zeigt anhand archäologischer Funde die Regionalgeschichte von der Eisenzeit bis ins 13. Jahrhundert.
- Einen weiteren Bereich bildet die Mineraliensammlung.
- „Ein Gang durch die Erdgeschichte“ ist im Turm untergebracht und zeigt auf sechs Stockwerken Fossilien von der Erdurzeit bis zum Pleistozän.
- „Faszination Natur – Von Anemone bis Zwergrohrdommel“ zeigt in mehreren Dioramen die Lebensräume des Biosphärenreservats „Flusslandschaft Mittlere Elbe“.

Das Museum besitzt eine Außenstelle in der Törtener Straße 44.

## Publikationen
Zeitschriften
- Naturwissenschaftliche Beiträge des Museums Dessau. (seit 1978)
- Stratum. Archäologie im Regierungsbezirk Dessau. (1992–1997)

Reihen
- Schriftenreihe des Museums für Naturkunde und Vorgeschichte Dessau. (seit 1963)
- Naturwissenschaftliche Beiträge des Museums Dessau. Sonderheft (1980–1997)